# Сам (роман)
«Сам» (англ. «One») — американський фантастичний антиутопічний роман Девіда Карпа, що вперше був опублікований у 1953 році. Він також видавався під назвою «Втеча в нікуди» (англ. «Escape to Nowhere»).

## Сюжет
У невизначеному майбутньому, на перший погляд, доброзичлива тоталітарна держава ліквідувала бідність і злочинність та принесла своїм громадянам щастя конформізму. Професор Берден вважає себе лояльним громадянином, але Департамент внутрішніх розслідувань виявляє, що він має несвідомі сумніви щодо його методів і таємно цінує свою індивідуальність. Жахнувшись витонченості цієї єресі проти держави, екзаменатор, на ім'я Ларк, бере Бердена як проєкт. Він переконаний, що зможе позбавити Бердена почуття індивідуальності та повернути його до життя нормального, продуктивного члена суспільства — якщо можливо, шляхом переконання, а якщо потрібно, то й повного знищення його особистості. Вперше опублікований у 1953 році, «Один» втілює параною тоталітаризму, де особисті свободи становлять загрозу для держави, а індивідуалізм повинен жорстоко контролюватися.

## Огляди
Попри широке схвалення, «Сам» був розкритикований політичним активістом Ентоні Бучером та близьким другом і партнером Бучера Джессом Френсісом Маккомасом, які звинуватили книгу в «довгому і нудному повторенні набридлої теми, ... яка, попри всі свої літературні претензії, нехтує такими літературними елементами, як узгодженість передісторії та мотивації персонажів».